# Regno dell'Algarve
Il Regno dell'Algarve (in portoghese: Reino do Algarve, in arabo Gharb al-Andalus غرب الأندلس‎), dopo il 1471 Regno degli Algarve (portoghese: Reino dos Algarves), era un regno nominale all'interno del Regno del Portogallo, situato nella regione più meridionale del Portogallo continentale.
Era un regno parte del Portogallo, il secondo dominio della corona portoghese, sebbene in realtà il regno algarviano non avesse istituzioni, privilegi speciali o autonomia, infatti, l'Algarve era governato in maniera molto simile al resto delle province portoghesi.
Dopo la prima conquista della città di Silves nel 1189, Sancho I del Portogallo usò il titolo re di Silves. Suo nipote Alfonso III del Portogallo, che conquistò tutto l'Algarve, adottò il titolo di re del Portogallo e dell'Algarve.

## Storia

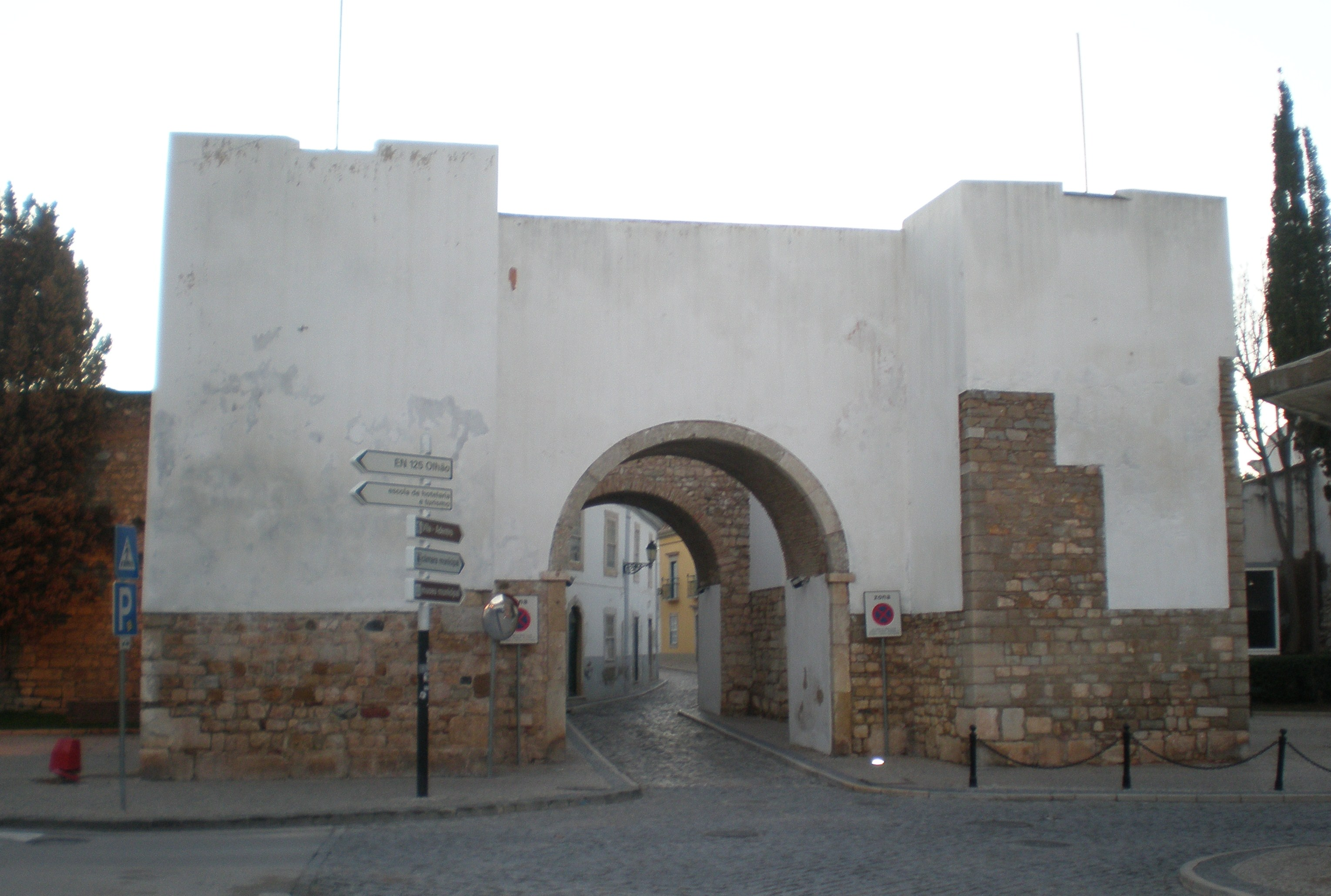
L'Arco do Repouso a Faro, presso il quale Alfonso III del Portogallo secondo la tradizione si sarebbe riposato dopo la conquista di Faro nel 1249.

### Reconquista
Durante la Reconquista, i regni portoghese e castigliano si espansero verso sud, per sottrarre al controllo islamico le terre conquistate dagli eserciti musulmani nell'VIII secolo. Il Portogallo assicurò gran parte dei suoi confini meridionali durante i regni del re Sancho II del Portogallo e del re Alfonso III del Portogallo.

### Prima conquista
Nel 1189, il re Sancho I del Portogallo conquistò Silves, una delle città più prospere dell'Al-Andalus, all'epoca alleata con il califfato di Almohad. Il controllo portoghese su Silves fu breve, e la città riccadde nelle mani degli Almohadi nel 1191, in seguito a un massiccio contrattacco guidato dal califfo Abu Yusuf Yaqub al-Mansur.

### La conquista dell'Algarve
Con il declino degli Almohadi, varie città-stato passarono sotto il controllo di un unico emiro, Mûsâ Ibn Muhammad Ibn Nassir Ibn Mahfûz, ex governatore di Niebla, e noto tra i cristiani come Aben Mafom. Quest'ultimo diede vita alla seconda taifa di Niebla.
Aben Mafom, re di Niebla ed emiro dell'Algarve, nel tentativo di contrastare le conquiste fatte dai portoghesi nei loro territori, si dichiarò vassallo di Alfonso X di Castiglia, che si attribuì il titolo di re dell'Algarve. Alfonso X sperava di rivendicare per sé il dominio sull'Algarve non ancora conquistato dai portoghesi.
Tuttavia, la sottomissione dell'emiro al regno di Castiglia non fermò i cavalieri dell'Ordine di Santiago, comandati dal Gran Maestro Paio Peres Correia. Tra il 1242 e il 1249, l'Ordine conquistò la maggior parte della regione inclusa Silves. Nel marzo 1249, il re Alfonso III del Portogallo catturò Faro, l'ultima roccaforte musulmana in Algarve, ponendo fine alla riconquista portoghese.
L'adozione dei titoli di re del Portogallo e dell'Algarve da parte di Alfonso III del Portogallo sarebbe stata una reazione alle rivendicazioni di Alfonso X di Castiglia nei confronti dell'Algarve, affermando i diritti del monarca portoghese sulla regione interessata.
Il conflitto tra i due sovrani iberici fu risolto nel 1267 dal Trattato di Badajoz, in cui il re Alfonso X rinunciò alle sue pretese sull'Algarve, facendo di suo nipote Dionigi l'erede al trono dell'Algarve, che determinò la sua definitiva incorporazione nella corona portoghese. Il trattato, tuttavia, consentiva l'uso del titolo di re dell'Algarve per il re Alfonso X e i suoi discendenti, poiché il re Alfonso X aveva acquisito i territori di Al-Gharb Al-Andalus dall'altra parte del fiume Guadiana. I re di Castiglia, e quindi di Spagna, portarono il titolo fino all'ascesa al trono della regina Isabella II di Spagna.

### Età delle scoperte
Durante l'Età delle Scoperte, l'Algarve, in particolare la città di Lagos, fu luogo di partenza di molte spedizioni, in particolare quelle finanziate da Enrico il Navigatore. Secondo la tradizione il principe Enrico fondò a Sagres in Algarve la scuola di navigazione e cartografia nota come Scuola di Sagres, sebbene l'esistenza di tale organizzazione sia oggetto di un aspro dibattito.

### L'Algarve di entrambi i lati del mare in Africa
Il nome del regno algarviano subì alcuni piccoli cambiamenti a causa delle conquiste portoghesi del Nord Africa, che furono considerate un'estensione del regno dell'Algarve. Giovanni I del Portogallo aggiunse ai propri titoli quello di signore di Ceuta. A sua volta, suo nipote Alfonso V del Portogallo si definì dopo il 1458 signore di Ceuta e Alcacer-Ceguer in Africa. Nel 1471 la conquista di Assila, Tangeri e Larache si unì alle precedenti annessioni e portò alla creazione del titolo di re degli Algarve di entrambi i lati del mare in Africa, pertanto l'Algarve propriamente detto divenne ufficialmente l'Algarve "di qua il mare" (in portoghese Algarve d'aquém-mar).
I monarchi portoghesi adottarono quindi il titolo che avrebbero usato fino alla caduta della monarchia nel 1910: re del Portogallo e degli Algarve di entrambi i lati del mare in Africa. Il titolo continuerà ad essere utilizzato fino al 1769, quando venne abbandonata Mazagan, l'ultimo possedimento nordafricano portoghese.

### Conflitti del XIX secolo

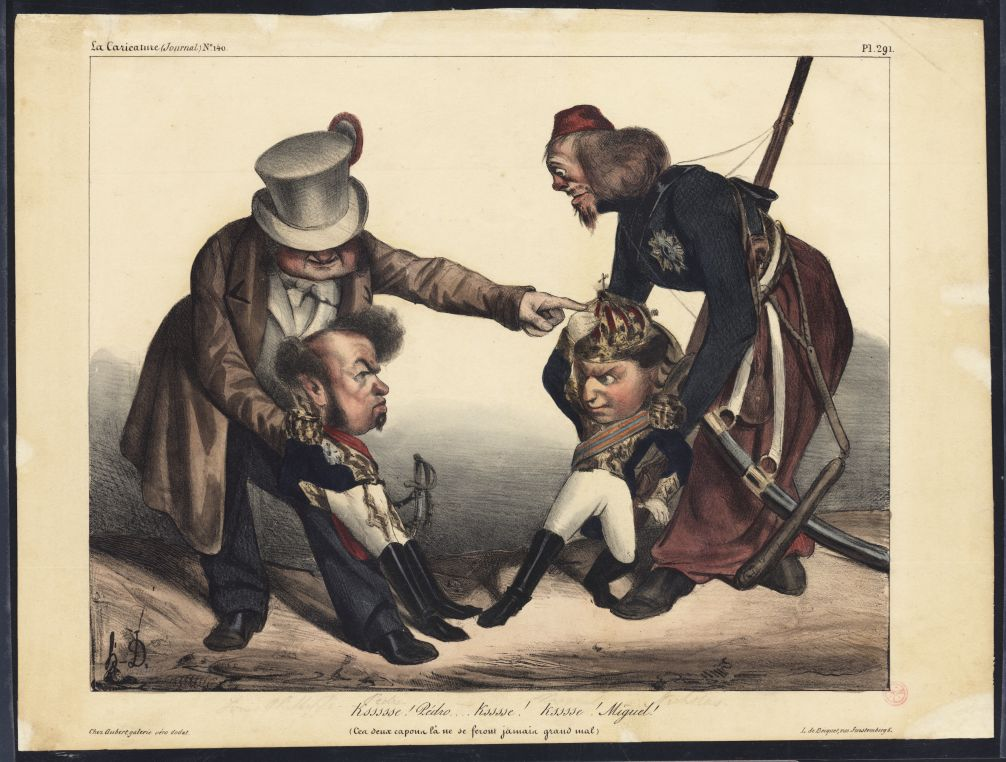
Una caricatura dell'anno 1833 che mostra lo scontro tra Michele del Portogallo e Pietro IV del Portogallo, che causò turbolenze in Algarve

Durante il XIX secolo, un grave scontro tra liberali e miguelisti, causò un esodo dall'entroterra algarviano verso le città costiere. José Joaquim de Sousa Reis, detto il Remexido, combatté nell'entroterra e attaccò le città costiere, causando tumulti nella popolazione urbana. Il tumulto dell'Algarve si intensificò tra il 1834 e il 1838. Il 26 novembre 1836, Michele del Portogallo nominò Remexido "Governatore del Regno dell'Algarve e comandante in capo ad interim di tutte le truppe realiste, degli eserciti regolari e irregolari e delle operazioni nel sud". Tuttavia, Remexido fu fucilato a Faro il 2 agosto 1838.